# Sasha Barrese
Alexandra "Sasha" Barrese (Maui, 24 de abril de 1981) es una actriz y jugadora de póker profesional estadounidense, reconocida por interpretar el papel de Tracy Billings en la trilogía de películas The Hangover.

## Carrera
Barrese debutó en el cine en la película de 1989 Homer and Eddie. Al año siguiente apareció en la cinta Jezebel's Kiss. Más adelante tuvo pequeñas participaciones en películas como American Pie (1999), Hellraiser: Inferno (2000) y Legalmente rubia (2001). Interpretó a Tess en tres episodios de la serie de televisión Just Shoot Me!, antes de realizar su primer papel protagónico en la serie Run of the House. Más tarde encarnó a Caitlin Mansfield en la serie dramática LAX. En 2009 interpretó a Tracy Garner en la película de comedia The Hangover, papel que repitió en las secuelas de la película en 2011 y 2013.

## Vida personal
Barrese reside en Los Ángeles con su esposo Suhaib Zaino y sus dos hijos.

## Filmografía

### Cine
| Año  | Título                    | Rol                         | Notas |
| ---- | ------------------------- | --------------------------- | ----- |
| 1989 | Homer and Eddie           | Niña de cuatro años         |       |
| 1990 | Jezebel's Kiss            | Jezebel                     |       |
| 1999 | American Pie              | Courtney                    |       |
| 2000 | Dropping Out              | Heather                     |       |
| 2000 | Hellraiser: Inferno       | Daphne Sharp                |       |
| 2001 | Legalmente rubia          |                             |       |
| 2002 | The Ring                  |                             |       |
| 2007 | Full Dress                | Enfermera                   | Corto |
| 2008 | The More Things Change... | Madeline Stone              |       |
| 2009 | The Hangover              | Tracy Garner/Tracy Billings |       |
| 2010 | Let Me In                 | Virginia                    |       |
| 2011 | The Hangover Part II      | Tracy Billings              |       |
| 2013 | The Hangover Part III     | Tracy Billings              |       |

### Televisión
| Año       | Título           | Rol                            | Notas                                            |
| --------- | ---------------- | ------------------------------ | ------------------------------------------------ |
| 1999      | Boy Meets World  | Janine                         | Episodio: "No Such Thing as a Sure Thing"        |
| 2001      | Undressed        | Lindsey                        |                                                  |
| 2002      | Paranormal Girl  | Kelly Billingham               | Piloto                                           |
| 2002      | Just Shoot Me    | Tess                           | 3 episodios                                      |
| 2003–2004 | Run of the House | Sally Franklin                 | 18 episodios                                     |
| 2004–2005 | LAX              | Caitlin Mansfield              | 9 episodios                                      |
| 2006      | CSI: Miami       | April Goodwin                  | Episodio: "Shock"                                |
| 2007      | Drive            | Dupree                         | Episodio: "Let the Games Begin"                  |
| 2007      | Carpoolers       | Holly                          | Episodio: "Laird of the Rings"                   |
| 2007      | Supernatural     | Casey                          | Episodio: "Sin City"                             |
| 2009      | Roommates        | Jenny                          | Episodio: "The Set-Up"                           |
| 2010      | Trauma           | Christine                      | Episodio: "Tunnel Vision"                        |
| 2010      | Robot Chicken    | Virgin Mary / Kate McCallister | Episodio: "Robot Chicken's DP Christmas Special" |
| 2012      | Leverage         | Barbara Madsen                 | Episodio: "The Gold Job"                         |